# Český holub
Český holub, kdysi označovaný též jako bavorský pštros, je plemeno holuba domácího. Je pravděpodobně příbuzný prácheňskému káníkovi, kterému se velmi podobá. Chová se především v Bavorsku.
Původ českého holuba je zahalen tajemstvím, ale do Německa se dostal pravděpodobně z území Čech. Do současné podoby byl vyšlechtěn v Bavorsku a oblast Chiemgau je dnes hlavní oblasti chovu. Je to plemeno mladé, uznáno bylo v roce 1962 a klub chovatelů byl založen v roce 1966.
Český holub je holub polního typu s vodorovně neseným trupem. Hlava je středně velká, dobře klenutá, zobák je středně dlouhý. Oční duhovka je oranžová až červená, obočnice jsou jednořadé, u černého, červeného a žlutého rázu červená, u ostatních barev šedá či tmavě hnědá. Krk je silný a široce nasedá na širokou a dobře klenutou hruď. Křídla jsou silná, dobře přiléhají k tělu, kryjí celá záda a jejich letky se nad ocasem nekříží. Ocas je nesený vodorovně. Nohy jsou středně dlouhé, běháky jsou neopeřené. Opeření je přilehlé, český holub se chová se v modifikované pštrosí kresbě: hlava s obojkem je barevná, barevná jsou též křídla, záda a ocas. Dolní části zad a 7-10 ručních letek jsou však bílé, stejně tak opeření na ostatních částech těla. U všech barevných rázů jsou vyžadovány syté a jasné barvy.